# Cinthia María Hamlin
Cinthia María Hamlin (Buenos Aires, 1983) es una filóloga argentina, especialista en literatura medieval del CONICET-SECRIT, cuya investigación dio a conocer dos hojas impresas que pertenecerían al primer vocabulario impreso de castellano a latín, anterior al vocabulario castellano-latino de Nebrija.  Asimismo, esta filóloga también pudo identificar a su autor: el humanista Alfonso de Palencia.

## Biografía
Se graduó en Filología en la Facultad de Filosofía y Letras de la Universidad de Buenos Aires (2002-2007), donde obtuvo en 2007 la Beca Estímulo a la Investigación. Entre 2008 y 2012 realizó su tesis doctoral, bajo la dirección de Leonardo Funes, con una beca doctoral del CONICET (Consejo Nacional de Investigaciones Científicas y Técnicas) radicada en el SECRIT (Seminario de Edición y Crítica Textual). Su tesis se tituló Primera traducción impresa de la Divina Comedia (1515) en los albores del Humanismo español: estudio del texto y de sus resonancias políticas y culturales. Fue becaria posdoctoral del SECRIT (Conicet) entre 2013 y 2014. En 2015 entró a formar parte del Conicet como investigadora asistente. En 2019 fue promovida a investigadora adjunta y en 2024 a la categoría de Investigadora Independiente.

## Trayectoria profesional
Desde 2009, trabajó como Ayudante de Trabajos Prácticos de la asignatura de Literatura Española I (Edad Media), en la Universidad de Buenos Aires. Desde 2017 también trabajó como jefa de Trabajos Prácticos de Literatura Italiana en la Universidad Nacional de La Plata. Además, se desempeñó como docente de Literatura Española Medieval en la Universidad de Buenos Aires.

### Investigación
Es investigadora adjunta del Consejo Nacional de Investigaciones Científicas y Técnicas, donde desarrolló un proyecto de edición de la traducción y glosa de la Divina Comedia de Pedro Fernández de Villegas (1515) en cuanto “textus cum commento”. Este trabajo ecdótico está enmarcado, por un lado, en un estudio sobre las problemáticas de edición de un texto traducido y los modos de producción y problemas típicos de los primeros años de la imprenta. Y por otro, en un estudio histórico-cultural del sistema literario preciso del que emergió el texto: la literatura apologética y propagandística promovida desde la corte de los Reyes Católicos. En los últimos años ha ampliado su investigación para estudiar el papel fundamental de la traslatio en la emergencia de la literatura castellana, a partir del caso de los Milagros de Berceo. También se dedica a estudiar la influencia dantesca en los decires alegóricos del siglo XV como El Infierno de los enamorados de Santillana y el Dezir de las siete virtudes de Imperial.
Entre los proyectos que dirigió se encuentran: “La traducción y glosa de la Divina Comedia (1515) en el marco de la literatura e historiografía apologética del reinado de los Reyes Católicos: edición y estudio” (2017-2018) y, en calidad de codirectora, “Aproximación a la problemática de los romanceamientos castellanos medievales (siglos XIII-XVI): los aportes de la Ecdótica y los Estudios de Traducción (Translation Studies)” (2017-2019). Entre 2018 y 2019 dirigió “El papel de la traducción en la emergencia de la literatura vernácula: el caso de Berceo y la materia religiosa”, y desde 2020 dirige “Traducción y emergencia de la literatura vernácula: la materia mariana”.
En 2020 entró a formar parte del comité editorial de la revista Medievalia (México, UNAM). También, desde 2020, fue miembro del equipo de trabajo del proyecto “Catálogo de obras medievales impresas en castellano (1475-1601): libro antiguo y humanidades digitales”, cuya investigadora principal es María Jesús Lacarra (Universidad de Zaragoza). El equipo se encarga de la base de datos COMEDIC.

#### Primer vocabulario impreso de castellano a latín
Como especialista en literatura medieval del Secrit-Conicet, demostró que dos hojas desconocidas que salieron de la imprenta de Sevilla de Ungut y Polono pertenecerían al primer vocabulario impreso de castellano a latín, anterior incluso al vocabulario castellano-latino de Antonio de Nebrija, publicado en Salamanca. Las dos hojas del vocabulario más antiguo en castellano del que se tenga conocimiento, fueron localizadas por Hamlin en la Biblioteca Firestone de la Universidad de Princeton, Estados Unidos. Por el aporte de E. White, Hamlin pudo datar las hojas, que fueron impresas entre 1492 y 1493. Junto con el latinista, Juan Héctor Fuentes, determinaron que estas hojas se corresponderían con un vocabulario manuscrito completo del siglo XV. Y que se encuentra en el Monasterio del Escorial, dedicado a la reina Isabel la Católica, según la investigadora. El hallazgo fue comunicado en noviembre de 2020, en el sitio web de la biblioteca, y a finales de diciembre en el número 74 de la revista Romance Philology de Brepols Publishers.
Hamlin pudo también determinar que el autor del vocabulario es el mismo humanista Alfonso Fernández de Palencia. Este descubrimiento,  publicado en el Boletín de la Real Academia Española en julio de 2021, fue valorado por el lexicógrafo y académico de la RAE Pedro Álvarez de Miranda en una entrevista para El País, y en un artículo de su autoría, en el que corrobora que con él se adelantó el inicio de la lexicografía en castellano "uno o dos años ganados para el arranque de la lexicografía española".

## Obra
Ha publicado diversos artículos relacionados con la traducción y tradición exegética de la Divina Comedia durante la Edad Media y el Humanismo español, y también sobre las influencias dantescas en Santillana y los Milagros de Berceo. Una de su obras es: "Traducción, humanismo y propaganda monárquica: La versión glosada del 'Infierno' de Pedro Fernández de Villegas (1515)".